# Perspective curviligne

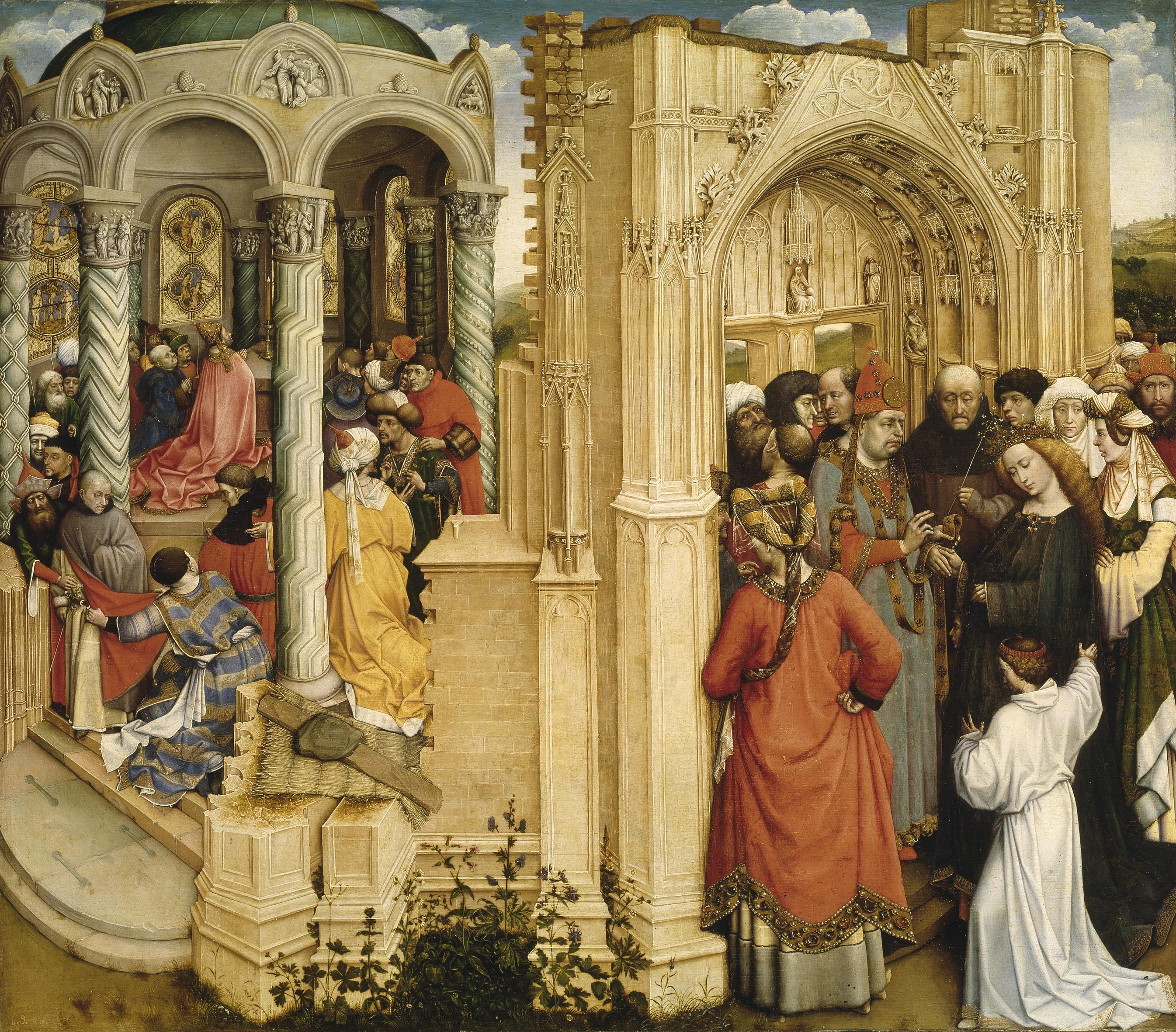
Perspective curviligne cylindrique : Le Mariage de la Vierge par Robert Campin.

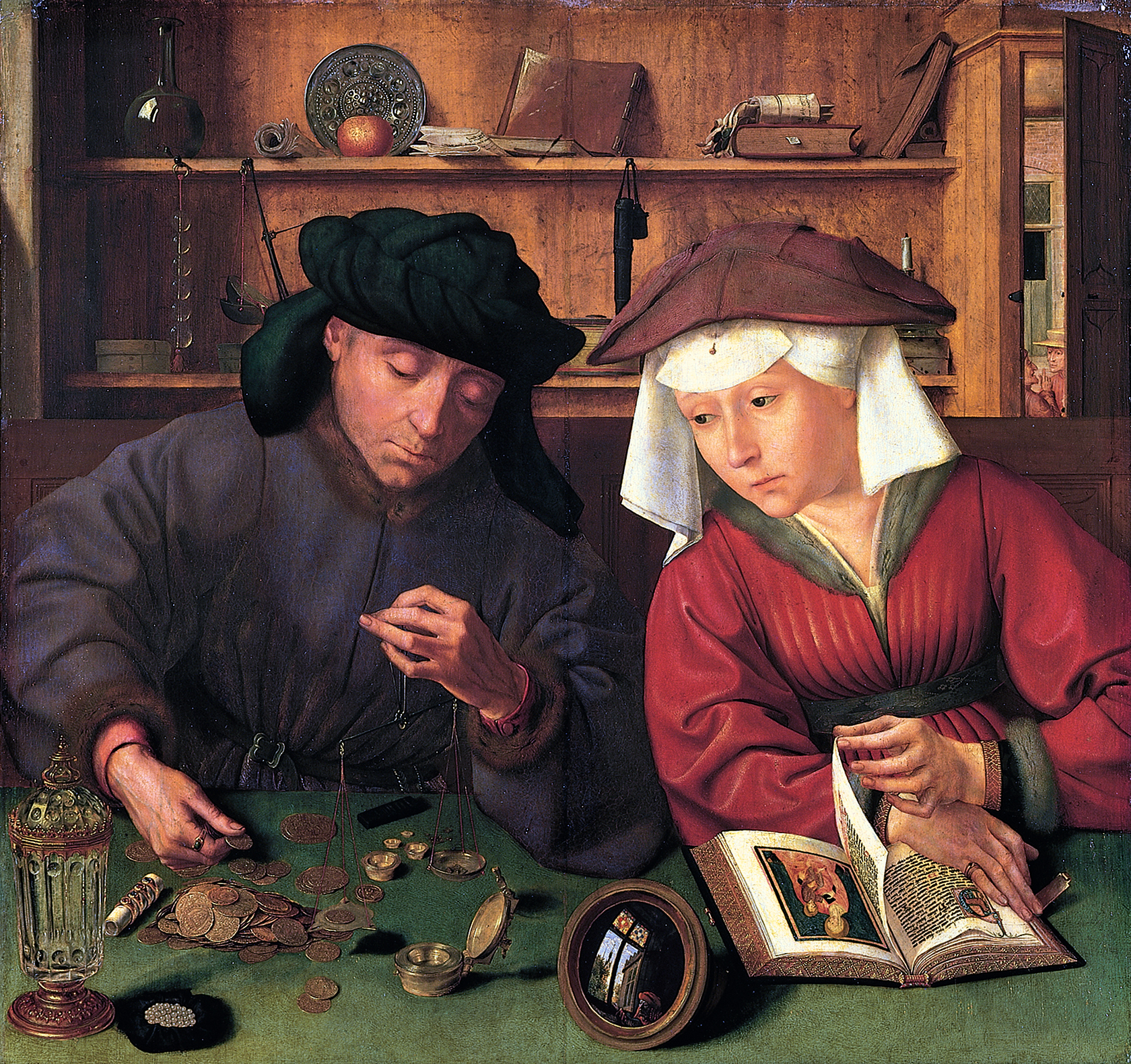
Perspective curviligne dans un miroir : Le Prêteur et sa femme par Quentin Metsys.

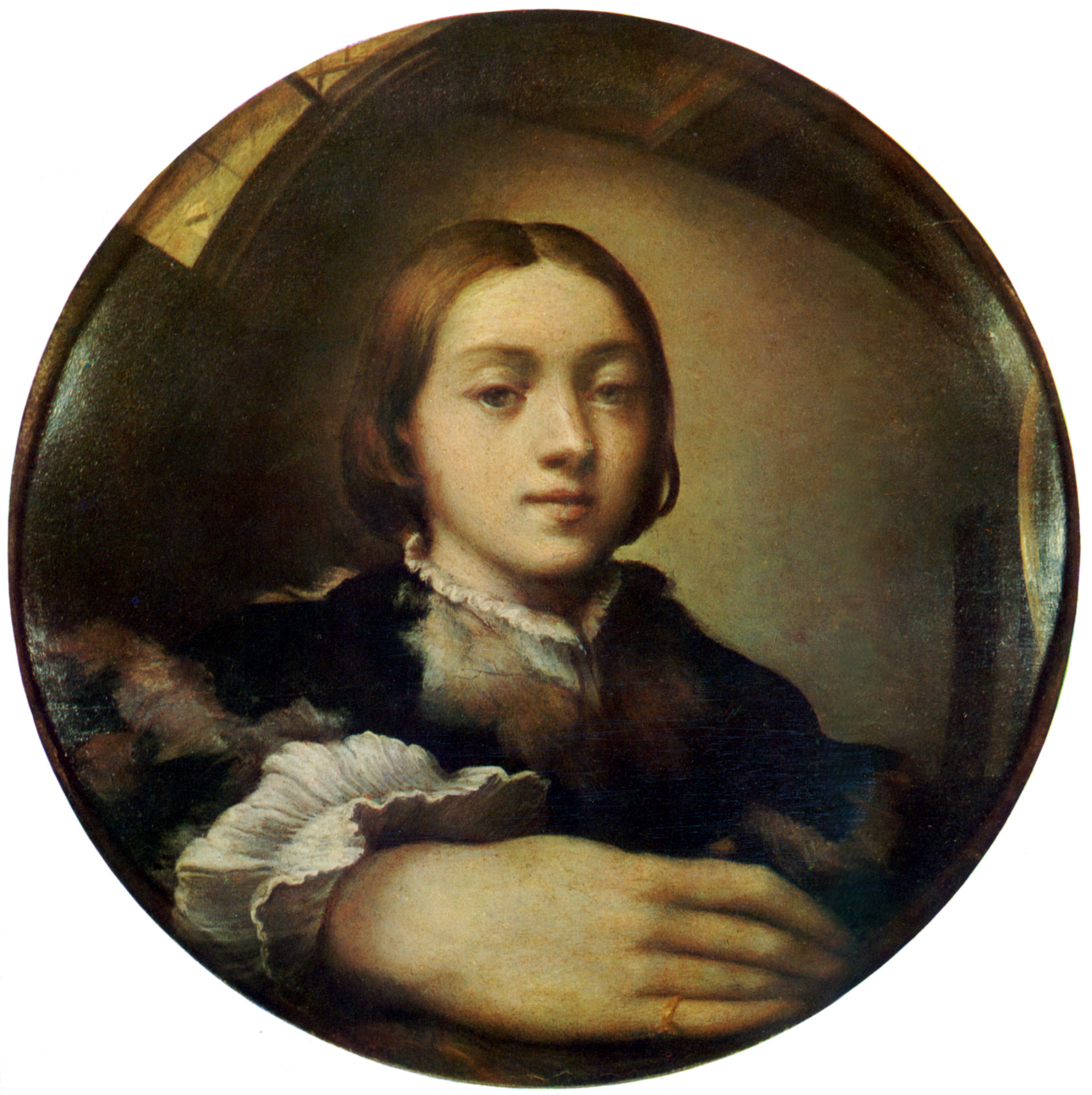
Autoportrait de Parmigianino.

La perspective curviligne est une technique de tracé de perspective qui veut se rapprocher de l'image rétinienne (projetée sur la sphère de l'œil), plus que ne le fait la perspective classique dont la limite est de 40° (−20° à +20°).
En image de synthèse animée, elle supprime également les aberrations d'objets se déformant lors d'une rotation de caméra, ou d'un passage de l'objet d'un côté à l'autre, si la perspective n'est approchée que par un simple point de fuite.

## Principe
Elle extrapole la construction de l'image jusqu'à représenter un angle de vision de 180° donc jusqu'à aller au cercle pour le cadre du dessin.
Il en existe deux versions :
- La perspective cylindrique (nommée ainsi par M.C. Escher et proche des idées de Léonard de Vinci), ne prenant en compte que les aspects latéraux (ou verticaux) de la perspective. Elle est beaucoup utilisée dans les décors de dessins animés.
- La perspective sphérique prenant en compte les aspects spatiaux de la perspective.

## Perspective cylindrique

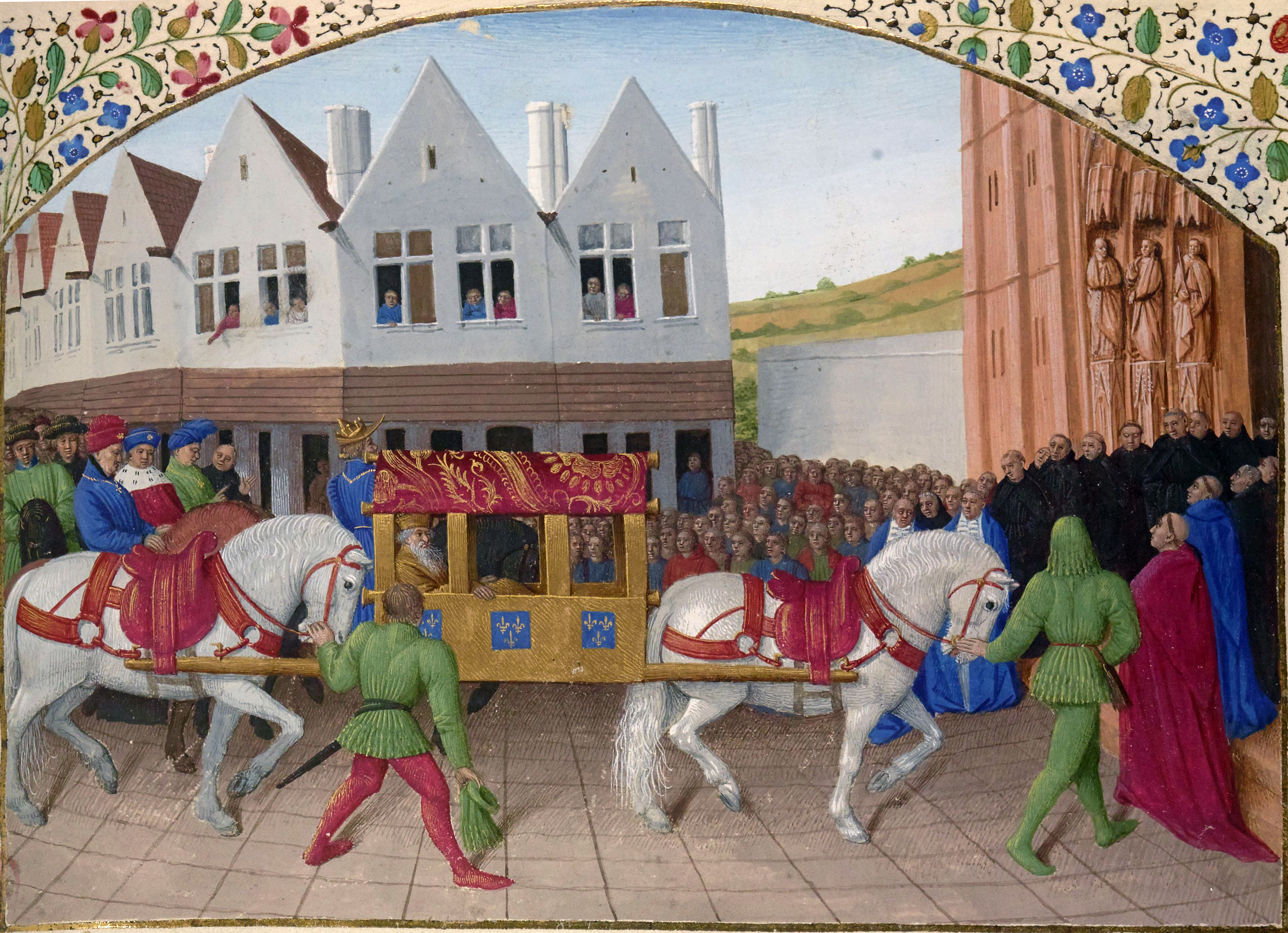
Exemple de perspective cylindrique : Entrée de l'empereur Charles IV à Saint-Denis par Jean Fouquet.

Comme dans la perspective classique, les droites de bout fuient vers un point de fuite central et restent rectilignes sur le dessin (ces droites parallèles dans le décor réel, se rejoignant vers un point central du dessin construisent un espace non-euclidien) ou une projection de l'espace euclidien.
Les verticales restent droites.
Par contre, toutes les droites horizontales de face fuient latéralement vers leur point de fuite respectivement à droite et à gauche et se dessinent comme des arcs de cercle ; les mêmes, verticales, en bas et en haut.
Par conséquent, toutes les droites non fuyantes dans l'axe du dessin, seront représentées par un arc de cercle, passant par les points de fuite, qu'une méthode de construction prévoit strictement.

## La perspective curviligne
Elle prend ses sources dans l'histoire de l'art, et dont les fondateurs, au travers des images que réfléchit un miroir convexe placé dans leurs œuvres), sont : Jan Van Eyck (1390-1441), Les époux Arnolfini, 1434, National Gallery de Londres), Robert Campin dit le Maître de Flémalle (1375-1444, Saint Jean-Baptiste et le Donateur, 1438 Musée du Prado, Madrid) Petrus Christus (1410-1472, Saint Eloi Orfèvre offrant une bague aux fiancés, 1449, Métropolitan Museum of Art, New-york), Quentin Metsys (1465/66 - 1530, Le Prêteur et sa femme, 1514, Musée du Louvre, Paris), etc.
Elle se renouvelle avec Maurits Cornelis Escher (1898-1972), un graveur néerlandais auteur d'une célèbre lithographie intitulée « Relativité », (décembre 1953), et se poursuit au travers de l'illustration d'un ouvrage « la Perspective curviligne », publié en 1968, dont les co-auteurs sont deux graveurs français André Barre (? - 1970) Professeur à l'École Supérieure des Arts et Industries Graphiques (ESAIG, École Estienne) et Albert Flocon (1909-1994) d'origine allemande, graveur peintre et géomètre, l'initiateur du projet.
Alors que les perspectives curvilignes des grands maîtres classiques résultent de la reproduction fidèle et rigoureuse des images réfléchies, celles de Barre et Flocon sont construites sans modèles, puisées dans l'imaginaire de l'auteur. Elles sont de l'ordre du sensible et nécessitent surtout l'habilité et l'esprit créatif qui caractérise l'artiste.
L'aspect plastique l'emporte sur le rationnel qui voudrait qu'elles soient sphériques, si l'on considère le schéma de base représentant l'observateur face à un écran hémisphérique, symbolisant le concept.
Il est vrai que les lois, règles et théorèmes de la perspective sphérique n'existaient pas encore et que pour ces artistes, ils ne s'avéraient pas indispensables. C'est fort probablement parce que conscients de cela que les auteurs aient préféré le terme de « curviligne » au terme de « sphérique » plus spécifique et rigoureux, mais surtout plus contraignant, pour caractériser leur perspective.

## La perspective sphérique

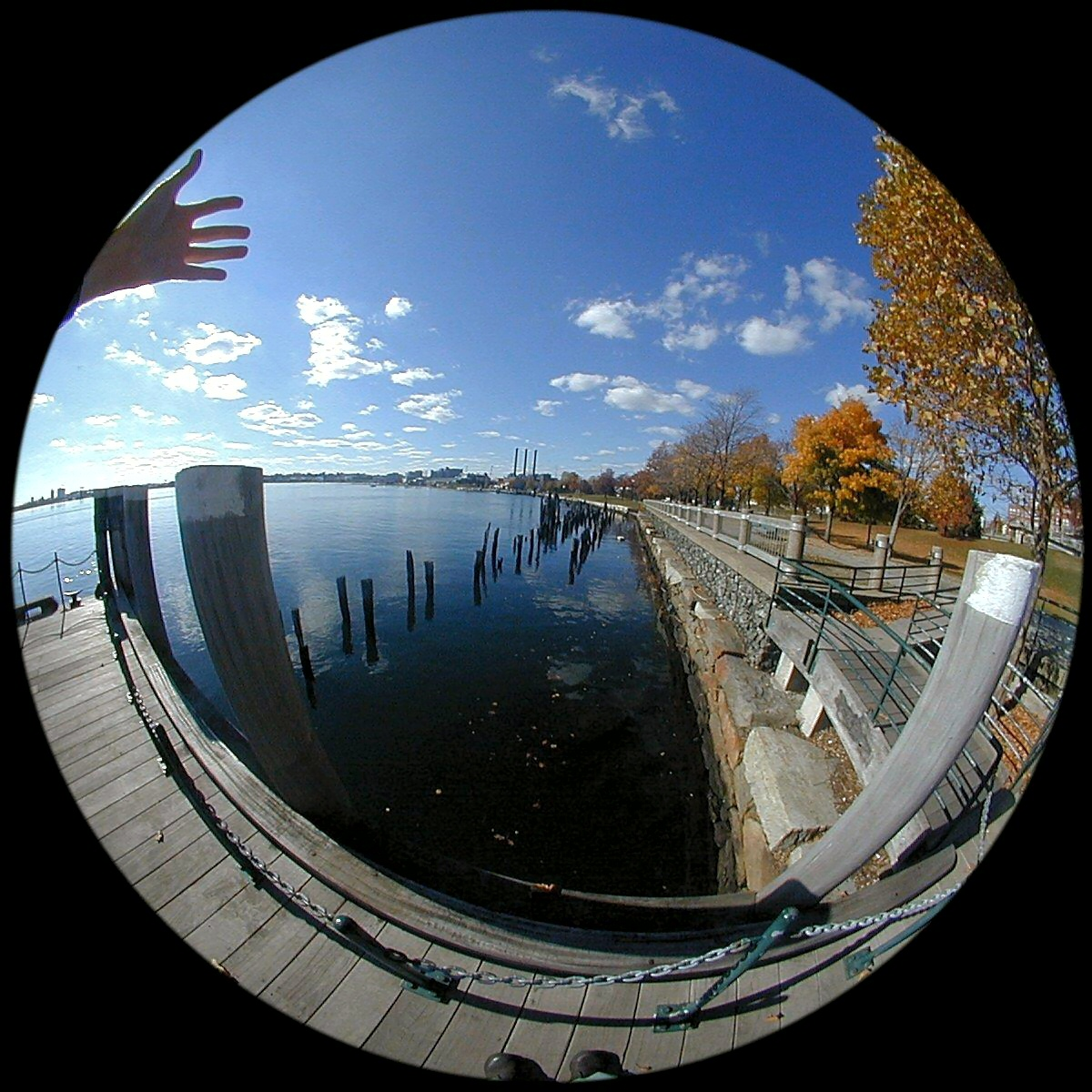
La perspective sphérique donnée par un objectif Fisheye.

La géométrie sphérique se distingue radicalement de la perspective curviligne.
La perspective sphérique ou géométrie sphérique tridimensionnelle est une branche récente de la géométrie dont les fondements ont été posés en 1980 et publiés en 1985 par Bernard Bonbon, un chercheur français en Sciences de l'art, spécialisé dans les problèmes mathématiques de l'espace visuel.
Ainsi, dans le contexte d'une perspective sphérique, une droite verticale projetée sur une sphère, épouse l'enveloppe de celle-ci pour engendrer une ellipse ou un arc d'ellipse qui sont les représentations perspectives de cercles méridiens : arcs de cercle joignant deux pôles. Toutes les  verticales  que transforme une perspective  sphérique sont représentées par des ellipses ayant pour grand axe, l'axe de la sphère, et se croisant aux pôles. Il en est de même en ce qui concerne les droites horizontales qui sont transformées par des ellipses se croisant aux extrémités de l'équateur (aux points de tangence avec l'enveloppe sphérique).
Les droites inclinées se forment elles aussi, sous l'aspect de ces mêmes ellipses, mais dont le grand axe sera évidemment incliné selon l'angle considéré. L'ellipse inclinée obtenue interceptera la ligne équatoriale en deux points de part et d'autre du centre, qui seront les points de croisement de toutes les ellipses inclinées selon le même angle (perspectives des droites inclinées parallèles).
Seules les droites parallèles à l'axe visuel horizontal dans une vue frontale, et parallèles à l'axe visuel dans une vue zénithale ou dans une vue nadirale, sont représentées par des droites orientées au centre de la sphère.
Escher, au travers de « Hand with reflecting sphère », 1935, applique parfaitement et sans contrainte ces lois qui s'imposent à son observation.
L'image en effet n'est pas créée et construite. Elle l'est déjà sur la sphère brillante, prête à être copiée, (reproduite), et sert de modèle à l'artiste.
Par contre, les auteurs de la perspective curviligne s'affranchissent de ces concepts fondamentaux, incontournables, qui résultent des tracés sphériques. Un simple coup d'œil suffirait à convaincre même les moins avertis.
La structure interne n'est pas composée que d'ellipses. Elle l'est en majorité de courbes intuitives. Celles-ci, si elles étaient prolongées, déborderaient les limites de la sphère et seraient censées être, dans la réalité, dessinées dans le vide. Ces courbes se terminent par des pointes sur la limite circulaire de la sphère et ne peuvent de ce fait, être comparées aux méridiens tournant autour des pôles pour envelopper la surface sphérique. Elles seraient bien plus comparables à des courbes paraboliques dont les branches infinies aboutiraient à des pointes aux pôles, engendrant le même résultat.
L'observation d'un espace au travers d'un œilleton ou réfléchi par un miroir parabolique (celui qui, récemment encore, contribuait  à la surveillance des magasins), confirmerait cette évidence. 
Pour une œuvre d'art, et surtout de nos jours, la rigueur mathématique  n'est pas une priorité. L'œuvre d'art se satisfait à elle-même, et sa finalité, en général, est de surprendre et de plaire, ce que remplit parfaitement la perspective curviligne.
Les objectifs de la perspective sphérique sont tout autres.
C'est surtout dans sa phase finale que la perspective sphérique s'éloigne fondamentalement de la perspective curviligne.
En effet, outre sa plasticité tout aussi surprenante et agréable à l'œil, la perspective sphérique se soumet à des objectifs fonctionnels. Elle permet d'anticiper, par exemple, des constructions à très grande échelle sur un vaste territoire en transformant les plans d'architecture dans une vision globale, du zénith au nadir, d'est en ouest. Elle met en œuvre des modèles mathématiques, des méthodes de construction (entre-autres des réseaux sphériques composés de fines mailles exploitables directement), des outils spécifiques, permettant une construction rationnelle selon des modalités communes, accessibles à tous. 
La construction perspective sphérique produit des réseaux de lignes elliptiques verticales, horizontales, en profondeur de champ ; c'est la conséquence d'une projection sphérique sur un plan.
Elle  n'est que  la première étape du processus de restitution du réel. La seconde étape, la plus surprenante, la plus impressionnante, se situe au travers de sa projection  sur un écran hémisphérique concave de telle sorte que le cercle de l'image soit ajusté au cercle de base de l'écran. 
D'un point de vue situé au centre de la sphère, la projection de l'image produite par une perspective sphérique, restitue le champ intégral de la vision de l'espace faisant  l'objet de cette anticipation urbanistique, dans des conditions des plus normales, des plus réalistes. 
C'est ainsi, que le regard, balayant la surface de l'écran, les courbes elliptiques représentant les droites seront successivement perçues comme telles : des droites.
Nombre d'entre nous en ont fait l'expérience au travers de la projection de films sur écran hémisphérique géant, entre autres à la Géode de la cité des sciences et des techniques à Paris. L'écran hémisphérique ne transforme sous l'aspect de droites que les ellipses de même grand axe, projetées.
Les courbes non elliptiques d'une Perspective curviligne projetées sur cet écran, ne se traduiraient pas par des droites, mais par des arcs plus ou moins tendus.
Seul un écran parabolique correspondant aux paramètres des courbes de la perspective curviligne restituerait au travers de la projection, une image cohérente. La difficulté, résulterait de la définition de cet écran du fait de la créativité de l'artiste s'appuyant sur ses intuitions et une appréciation visuelle personnelle non mesurable géométriquement.
Une perspective sphérique pour quoi faire ?
Le film hémisphérique reproduit, des sites, des lieux, des espaces en général, qui existent déjà, observés sur un champ de 180°.
La perspective sphérique, à la différence du film, inscrit son champ d'action dans l'anticipation, la révélation dans le même champ de 180°, de projets architecturaux/urbanistiques qui permettront aux promoteurs et autres responsables de porter des jugements, des aménagements, des améliorations éventuelles avant la mise en œuvre définitive des travaux.
Ses relations et distinctions avec la perspective curviligne de Barre et Flocon. Ses relations et distinctions avec la Perspective Sphérique réfléchie par une sphère brillante de M-C Escher. Relations et distinctions entre les perspectives curvilignes et la perspective parabolique                                                   

## Comparaison des deux perspectives
Comparaison d'un même objet : l'un en perspective curviligne, l'autre rectiligne  à un point de fuite.

Perspective curviligne.
Le même rectiligne à point de fuite.

Selon Léonard de Vinci : « la perspective curviligne, qui rend compte des distorsions en largeur, correspondrait davantage aux effets de la vision » car, strictement, la perspective linéaire prévoit seulement la diminution des objets en profondeur, oubliant la diminution latérale.
M.C. Escher a également fait des écrits sur cette perspective qu'il appelle perspective « cylindrique ». Il l'a utilisé dans différentes illustrations ou l'on voit simultanément le haut et le bas d'une pièce ou bien les deux points de fuite des fils d'une ligne téléphonique.

## Avantages
- Elle augmente considérablement le  champ de vision représenté
- Elle permet à l'œil de parcourir le dessin jusqu'à ses bords et d'en garder des sensations visuelles acceptables.
- Elle aide à construire, avec méthode, des dessins panoramiques horizontaux ou verticaux.
- Elle règle le problème oublié dans la perspective classique : la correction des distorsions en largeur.
- De nombreux artistes en ont utilisé les principes (ou les ont redécouvert eux-mêmes) la détournant à l'occasion pour en appuyer l'émotion visuelle, comme Escher -  la Cage d'escalier.
- Elle s'apparente aux images photographiques issues d'objectif à grand angle, comme le fisheye :

## Contraintes
- L'habitude culturelle de recevoir la perspective classique l'a fait souvent rejeter comme un excès de représentation.
- Elle nécessite, outre une autre culture de la projection, le maniement d'une construction géométrique différente et plus complexe.
- Elle accentue trop les objets proches et est plus appréciée en dessin d'architecture pour les gros volumes et les lointains.

## Considérations mathématiques

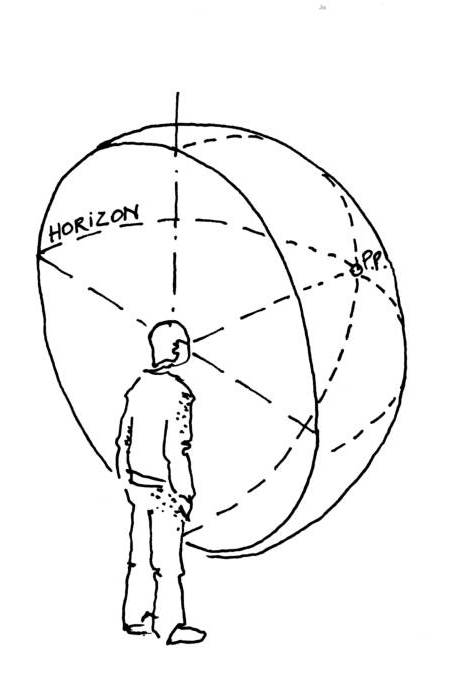
Limites de la perception hémisphérique de la vision humaine.

Soit un point dans l'espace ayant les coordonnées cartésiennes x, y et z :
{\displaystyle Pt3D={\begin{cases}x1\\y1\\z1\end{cases}}}
la transformation de ce point dans un référentiel curviligne de rayon {\displaystyle R} sera :
{\displaystyle d={\sqrt {x1^{2}+y1^{2}+z1^{2}}}}
{\displaystyle Pt2D={\begin{cases}x=R*(1+x1/d)\\y=R*(1+y1/d)\end{cases}}}